# Farzad Khojasteh
Farzad Khojasteh, född 12 juni 1981, är en före detta ishockeyspelare från Borlänge. Hans moderklubb är Ludvika HC. Khojasteh spelade i Väsby IK Hockey åren 2003–2012, både i J20-laget och i seniorlaget. Dessförinnan spelade han två säsonger för Sollefteå HK. I Väsby är Khojasteh mest känd för att ha rekordet i antal utvisningsminuter. Under sina nio säsonger drog han på sig 769 minuter i utvisningsbåset. Mest anmärkningsvärd var en match i Borlänge där han själv fick 52 utvisningsminuter.